# Bernády-villa
A Bernády-villa szecessziós stílusú, napjainkban elhagyatott és romos épület Szovátán, a Strada Trandafirilor (korábban Ady Endre utca) 133. szám alatt. Eredetileg 1904-ben építették; 1929-ben vásárolta meg a Bernády család, az 1930-as években pedig szecessziós stílusban átépíttették. Az 1948-as kommunista kisajátítás után az állami fürdővállalat használta, majd elhagyták.

## Története
A Bernády család két épületet is birtokolt Szovátán. Az 1896-ban felépített Illyés-villát 1910 körül vásárolta meg Bernády György, Marosvásárhely korábbi polgármestere; ez volt a fürdőtelep egyik elsőként épült és egyik legelegánsabb villája, és még Ady Endre is vendégeskedett itt. Az 1920-as években eladta Bürger Albert nagytőkésnek; ma Vila Cireșul néven ismerik.
A másik, a ma Bernády-villaként ismert épület 1929-ben került a család tulajdonába. Az épületet kezdetben Etelka-villa néven ismerték; 1904-ben emelte Tauszik B. Hugó és felesége, Hints Etelka. Tőlük Etelka unokahúga, Edit (Hints Zoltán gyógyszerész lánya) örökölte, akitől 1929-ben vásárolta meg Kelemen Margit, Bernády György felesége. Valószínűleg abban reménykedett, hogy a gyógyító környezet pozitív hatással lesz lányára, Györgyikére (aki skarlát szövődményeként kialakult szívbetegségben szenvedett) és szintén szívproblémákkal küszködő férjére.
A következő években újjáépítették a villát: az első vázlatok 1930 őszére készültek el, a munkálatok pedig 1931 és 1935 között folytak. Az Etelka-villa eredeti alaprajzát megőrizték, nagyobb átalakításokat az emeleti részen végeztek. Díszes, Vigh István tervezte homlokzata szecessziós stílusú, és a székely népi építészetre jellemző elemek gazdagítják; ebbe szervesen illeszkedik a marosvásárhelyi Kultúrpalota kialakítására emlékeztető, eklektikus bejárati ajtó. A villa előtt székelykaput, filagóriát, ülőfülkét állítottak, mögéje fenyőket ültettek, körülötte pedig parkot alakítottak ki.
A gyógykezelés és a gondoskodás ellenére Györgyike 1936 tavaszán, 17 évesen elhunyt. Emlékére a szülők az addig Etelka-villaként ismert épületet Bernády-villára keresztelték, a villával szemben pedig emlékparkot létesítettek (ez mára elpusztult).
1938-ban Bernády György is meghalt, a megözvegyült Kelemen Margit pedig 1946-ban eladta a villát Rosa Solomonnak, egy bukaresti zsidó orvosnőnek. A nem sokkal ezután hatalomra kerülő kommunisták államosították Szováta villáit, a Bernády-villát Vila Bernad néven bocsátották a fürdővendégek rendelkezésére. Mivel soha nem végeztek rajta komolyabb karbantartási munkálatokat, az épület az 1980-as évek elejére annyira tönkrement, hogy ekkortól már nem szállásoltak el benne vendégeket.
Az 1989-es rendszerváltás után az örökösök csak hosszas pereskedés után kapták vissza az ingatlant, tőlük egy marosvásárhelyi származású hölgy vásárolta meg. Időközben a villa lepusztult, omlásveszélyessé vált. A szükséges engedélyek beszerzése után 2019-ben megkezdték felújítását.

## Leírása
Kétszintes, faszerkezetű épület. A homlokzat szecessziós stílusú, székely népi elemekkel. A homlokzatot két oldalon csúcsos sisakú tornyok fogják közre.
1990-ben nyilvánították helyi jelentőségű műemlékké, a romániai műemlékek jegyzékében a MS-II-m-B-16033 sorszámon szerepel.